# Lista de campeões da ECW

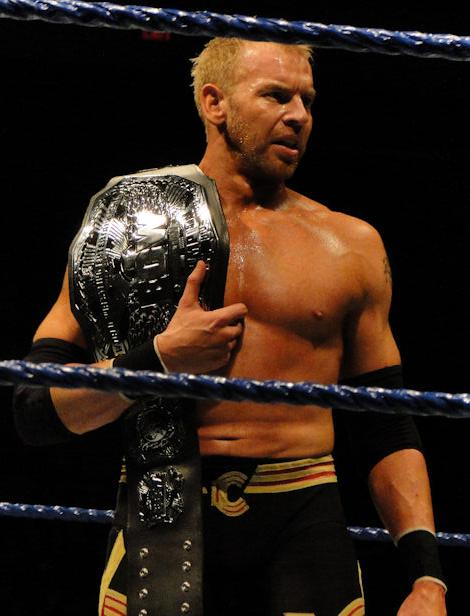
Christian com o ECW Championship em seu segundo reinado.

O ECW World Heavyweight Championship foi um título mundial de pesos-pesados de wrestling profissional disputado na Extreme Championship Wrestling (ECW) e na World Wrestling Entertainment (WWE). Foi originalmente o título principal da Extreme Championship Wrestling, sendo usado mais tarde como título da ECW na WWE, sendo um título mundial de mesmo valor do que o WWE Championship e o World Heavyweight Championship. Ele foi criado como NWA-ECW Heavyweight Championship em 25 de abril de 1992, originalmente da Eastern Championship Wrestling, como parte da National Wrestling Alliance (NWA). A promoção se tornou Extreme Championship Wrestling e o título foi renomeado ECW World Heavyweight Championship. Ele continuou ativo até 11 de abril de 2001, com a falência da promoção. Em junho de 2006, a WWE relançou a ECW como uma divisão, com o título se tornando o título principal. A divisão continuaria operando até 16 de fevereiro de 2010, deixando o título inativo.
O campeão inaugural foi Jimmy Snuka, que derrotou Salvatore Bellomo na final de um torneio em 25 de abril de 1992, se tornando o primeiro Campeão dos Pesos-Pesados da NWA-ECW. WWE, no entanto, não reconhece como oficiais os reinados do NWA-ECW Heavyweight Championship. Eles reconhecem o segundo reinado de Shane Douglas, de 26 de março de 1994, mas como se estivesse começado em 27 de agosto de 1994, mesmo dia que o título foi nomeado ECW World Heavyweight Championship. The Sandman possui o recorde de mais reinados, com cinco. Com 406 dias, o quarto reinado de Douglas é o mais longo da história. O de Ezekiel Jackson é o mais curto, com o título sendo aposentado logo após Jackson ganhá-lo. Existiram 49 reinados, com 32 campeões

## História

### Nomes
| Nome                               | Anos        |
| ---------------------------------- | ----------- |
| NWA-ECW Heavyweight Championship   | 1992 — 1994 |
| ECW World Heavyweight Championship | 1994 — 2006 |
| ECW World Championship             | 2006 — 2007 |
| ECW Championship                   | 2007 — 2010 |

### Reinados
| #  | Lutador                    | Reinados | Data                    | Dias com o título | Local                     | Evento                        | Notas | Ref.          |
| -- | -------------------------- | -------- | ----------------------- | ----------------- | ------------------------- | ----------------------------- | --- | ------------- |
| 1  | Jimmy Snuka                | 1        | 25 de abril de 1992     | 1                 | Mount Tabor, Pensilvânia  | Evento ao vivo                | Snuka derrotou Salvatore Bellomo na final de um torneio para se tornar o primeiro Campeão dos Pesos-Pesados da NWA-ECW. Reinados do NWA-ECW Heavyweight Championship não são reconhecidos pela WWE. | [ 6 ]         |
| 2  | Johnny Hotbody             | 1        | 26 de abril de 1992     | 79                | Filadélfia, Pensilvânia   | Evento ao vivo                | |               |
| 3  | Jimmy Snuka                | 2        | 14 de julho de 1992     | 78                | Filadélfia, Pensilvânia   | Evento ao vivo                | |               |
| 4  | Don Muraco                 | 1        | 30 de setembro de 1992  | 47                | Filadélfia, Pensilvânia   | Evento ao vivo                | |               |
| 5  | The Sandman                | 1        | 16 de novembro de 1992  | 138               | Filadélfia, Pensilvânia   | Evento ao vivo                | |               |
| 6  | Don Muraco                 | 2        | 3 de abril de 1993      | 127               | Radnor, Pensilvânia       | Evento ao vivo                | |               |
| 7  | Tito Santana               | 1        | 8 de agosto de 1993     | 32                | Filadélfia, Pensilvânia   | Evento ao vivo                | |               |
| 8  | Shane Douglas              | 1        | 9 de setembro de 1993   | 23                | Roanoke, Virgínia         | Evento ao vivo                | Douglas ganhou o título por desistência. |               |
| 9  | Sabu                       | 1        | 2 de outubro de 1993    | 85                | Filadélfia, Pensilvânia   | Bloodfest: Part 2             | |               |
| 10 | Terry Funk                 | 1        | 26 de dezembro de 1993  | 90                | Filadélfia, Pensilvânia   | Holiday Hell (1993)           | Foi uma luta sem desqualificações. |               |
| 11 | Shane Douglas              | 2        | 26 de março de 1994     | 385               | Devon, Pensilvânia        | Ultimate Jeopardy (1994)      | Douglas derrotou Funk em uma luta Ultimate Jeopardy também envolvendo Mr. Hughes, Rocco Rock, Johnny Grunge, Road Warrior Hawk, Kevin Sullivan e The Tazmaniac. Em 27 de agosto de 1994, o título foi renomeado ECW World Heavyweight Championship quando Douglas abandonou o NWA World Heavyweight Championship. ECW deixou a NWA e foi renomeada Extreme Championship Wrestling. A história reconhecida pela WWE começa em 27 de agosto de 1994. | [ 7 ]         |
| 12 | The Sandman                | 2        | 15 de abril de 1995     | 196               | Filadélfia, Pensilvânia   | Hostile City Showdown (1995)  | |               |
| 13 | Mikey Whipwreck            | 1        | 28 de outubro de 1995   | 42                | Filadélfia, Pensilvânia   | Evento ao vivo                | Foi uma ladder match. |               |
| 14 | The Sandman                | 3        | 9 de dezembro de 1995   | 49                | Filadélfia, Pensilvânia   | December to Dismember (1995)  | Foi uma three way dance também envolvendo Steve Austin. |               |
| 15 | Raven                      | 1        | 27 de janeiro de 1996   | 252               | Filadélfia, Pensilvânia   | Evento ao vivo                | |               |
| 16 | The Sandman                | 4        | 5 de outubro de 1996    | 63                | Filadélfia, Pensilvânia   | Ultimate Jeopardy (1996)      | The Sandman e Tommy Dreamer derrotaram Stevie Richards e Brian Lee. The Sandman fez o pinfall para ganhar o título. |               |
| 17 | Raven                      | 2        | 7 de dezembro de 1996   | 127               | Filadélfia, Pensilvânia   | Holiday Hell (1996)           | Foi uma luta com arame farpado. |               |
| 18 | Terry Funk                 | 2        | 13 de abril de 1997     | 118               | Filadélfia, Pensilvânia   | Barely Legal                  | |               |
| 19 | Sabu                       | 2        | 9 de agosto de 1997     | 8                 | Filadélfia, Pensilvânia   | Born to Be Wired              | Foi uma luta com arame farpado. |               |
| 20 | Shane Douglas              | 3        | 17 de agosto de 1997    | 60                | Fort Lauderdale, Flórida  | Hardcore Heaven (1997)        | Foi uma three way dance também envolvendo Terry Funk. |               |
| 21 | Bam Bam Bigelow            | 1        | 16 de outubro de 1997   | 45                | Nova Iorque, New York     | Evento ao vivo                | |               |
| 22 | Shane Douglas              | 4        | 30 de novembro de 1997  | 406               | Monaca, Pensilvânia       | November to Remember (1997)   | |               |
| 23 | Taz                        | 1        | 10 de janeiro de 1999   | 252               | Kissimmee, Flórida        | Guilty as Charged (1999)      | | [ 8 ]         |
| 24 | Mike Awesome               | 1        | 19 de setembro de 1999  | 89                | Villa Park, Illinois      | Anarchy Rulz (1999)           | Foi uma three way dance também envolvendo Masato Tanaka. | [ 9 ]         |
| 25 | Masato Tanaka              | 1        | 17 de dezembro de 1999  | 6                 | Nashville, Tennessee      | ECW on TNN                    | |               |
| 26 | Mike Awesome               | 2        | 23 de dezembro de 1999  | 112               | White Plains, New York    | ECW on TNN                    | |               |
| 27 | Taz                        | 2        | 13 de abril de 2000     | 9                 | Indianapolis, Indiana     | ECW on TNN                    | Taz foi contratado pela World Wrestling Federation após perder o título para Mike Awesome em 19 de setembro de 1999. No entanto, Awesome foi contratado pela World Championship Wrestling em 2000, enquanto campeão. Como resultado, Paul Heyman e Vince McMahon fizeram um acordo, permitindo Taz retornar a ECW e derrotar Awesome pelo título.                                                                                                  | [ 10 ]        |
| 28 | Tommy Dreamer              | 1        | 22 de abril de 2000     | 0                 | Filadélfia, Pensilvânia   | CyberSlam (2000)              | |               |
| 29 | Justin Credible            | 1        | 22 de abril de 2000     | 162               | Filadélfia, Pensilvânia   | CyberSlam (2000)              | |               |
| 30 | Jerry Lynn                 | 1        | 1 de outubro de 2000    | 35                | Saint Paul, Minnesota     | Anarchy Rulz (2000)           | | [ 11 ]        |
| 31 | Steve Corino               | 1        | 5 de novembro de 2000   | 63                | Villa Park, Illinois      | November to Remember (2000)   | Foi uma luta Double Jeopardy também envolvendo Justin Credible e The Sandman. | [ 12 ]        |
| 32 | The Sandman                | 5        | 7 de janeiro de 2001    | 0                 | New York, New York        | Guilty as Charged (2001)      | Foi uma luta Tables, Ladders, Chairs, and Canes também envolvendo Justin Credible. | [ 13 ]        |
| 33 | Rhino                      | 1        | 7 de janeiro de 2001    | 93                | New York, New York        | Guilty as Charged (2001)      | | [ 13 ]        |
| —  | Desativado                 | —        | 10 de abril de 2001     | —                 | N/A                       | N/A                           | ECW faliu em 4 de abril de 2001, com Rhino sendo o último campeão na companhia. World Wrestling Entertainment comprou a ECW em 2003. |               |
| 34 | Rob Van Dam                | 1        | 13 de junho de 2006     | 21                | Trenton, Nova Jérsei      | ECW                           | Título foi reativado pela WWE para a divisão ECW. Van Dam ganhou o título de Paul Heyman. | [ 14 ] [ 15 ] |
| 35 | The Big Show               | 1        | 4 de julho de 2006      | 152               | Filadélfia, Pensilvânia   | ECW                           | This was an Extreme Rules match. | [ 16 ] [ 17 ] |
| 36 | Bobby Lashley              | 1        | 3 de dezembro de 2006   | 147               | Augusta, Georgia          | December to Dismember (2006)  | Foi uma Extreme Elimination Chamber também envolvendo Rob Van Dam, Hardcore Holly, Test e CM Punk. | [ 18 ] [ 19 ] |
| 37 | Mr. McMahon                | 1        | 29 de abril de 2007     | 35                | Atlanta, Georgia          | Backlash (2007)               | Mr. McMahon derrotou Lashley em uma luta 3-contra-1 também envolvendo Shane McMahon e Umaga. | [ 20 ] [ 21 ] |
| 38 | Bobby Lashley              | 2        | 3 de junho de 2007      | 8                 | Jacksonville, Flórida     | One Night Stand (2007)        | Foi uma Street Fight. | [ 22 ] [ 23 ] |
| —  | Vago                       | —        | 11 de junho de 2007     | —                 | Wilkes-Barre, Pensilvânia | Raw                           | Título ficou vago após Lashley ser transferido para o Raw. | [ 22 ] [ 24 ] |
| 39 | Johnny Nitro/John Morrison | 1        | 24 de junho de 2007     | 69                | Houston, Texas            | Vengeance: Night of Champions | Nitro derrotou CM Punk. Seu nome mudou para "John Morrison" em 17 de julho de 2007. | [ 26 ] [ 27 ] |
| 40 | CM Punk                    | 1        | 1 de setembro de 2007   | 143               | Cincinnati, Ohio          | ECW                           | Exibido em 4 de setembro de 2007. | [ 28 ] [ 29 ] |
| 41 | Chavo Guerrero             | 1        | 22 de janeiro de 2008   | 68                | Charlottesville, Virgínia | ECW                           | Foi uma luta sem desqualificações. | [ 30 ] [ 31 ] |
| 42 | Kane                       | 1        | 30 de março de 2008     | 91                | Orlando, Flórida          | WrestleMania XXIV             | Título se tornou exclusivo do Raw em 23 de junho de 2008, quando Kane foi transferido para o Raw. | [ 32 ] [ 33 ] |
| 43 | Mark Henry                 | 1        | 29 de junho de 2008     | 70                | Dallas, Texas             | Night of Champions (2008)     | Foi uma luta Triple Threat também envolvendo The Big Show. Título voltou a ser da ECW. | [ 34 ] [ 35 ] |
| 44 | Matt Hardy                 | 1        | 7 de setembro de 2008   | 127               | Cleveland, Ohio           | Unforgiven (2008)             | Hardy ganhou uma Championship Scramble também envolvendo Finlay, The Miz e Chavo Guerrero. | [ 36 ] [ 37 ] |
| 45 | Jack Swagger               | 1        | 12 de janeiro de 2009   | 104               | Sioux City, Iowa          | ECW                           | Exibido em 13 de janeiro de 2009. | [ 38 ] [ 39 ] |
| 46 | Christian                  | 1        | 26 de abril de 2009     | 42                | Providence, Rhode Island  | Backlash (2009)               | | [ 40 ] [ 41 ] |
| 47 | Tommy Dreamer              | 2        | 7 de junho de 2009      | 49                | Nova Orleãs, Louisiana    | Extreme Rules (2009)          | Foi uma luta Triple Threat hardcore também envolvendo Jack Swagger. | [ 42 ] [ 43 ] |
| 48 | Christian                  | 2        | 26 de julho de 2009     | 205               | Filadélfia, Pensilvânia   | Night of Champions (2009)     | | [ 44 ] [ 45 ] |
| 49 | Ezekiel Jackson            | 1        | 16 de fevereiro de 2010 | 0                 | Kansas City, Missouri     | ECW                           | Foi uma luta Extreme Rules. | [ 46 ]        |
| —  | Desativado                 | —        | 16 de fevereiro de 2010 | —                 | Kansas City, Missouri     | ECW                           | Título foi aposentado após o fim da ECW. | [ 5 ]         |

## Lista de reinados combinados

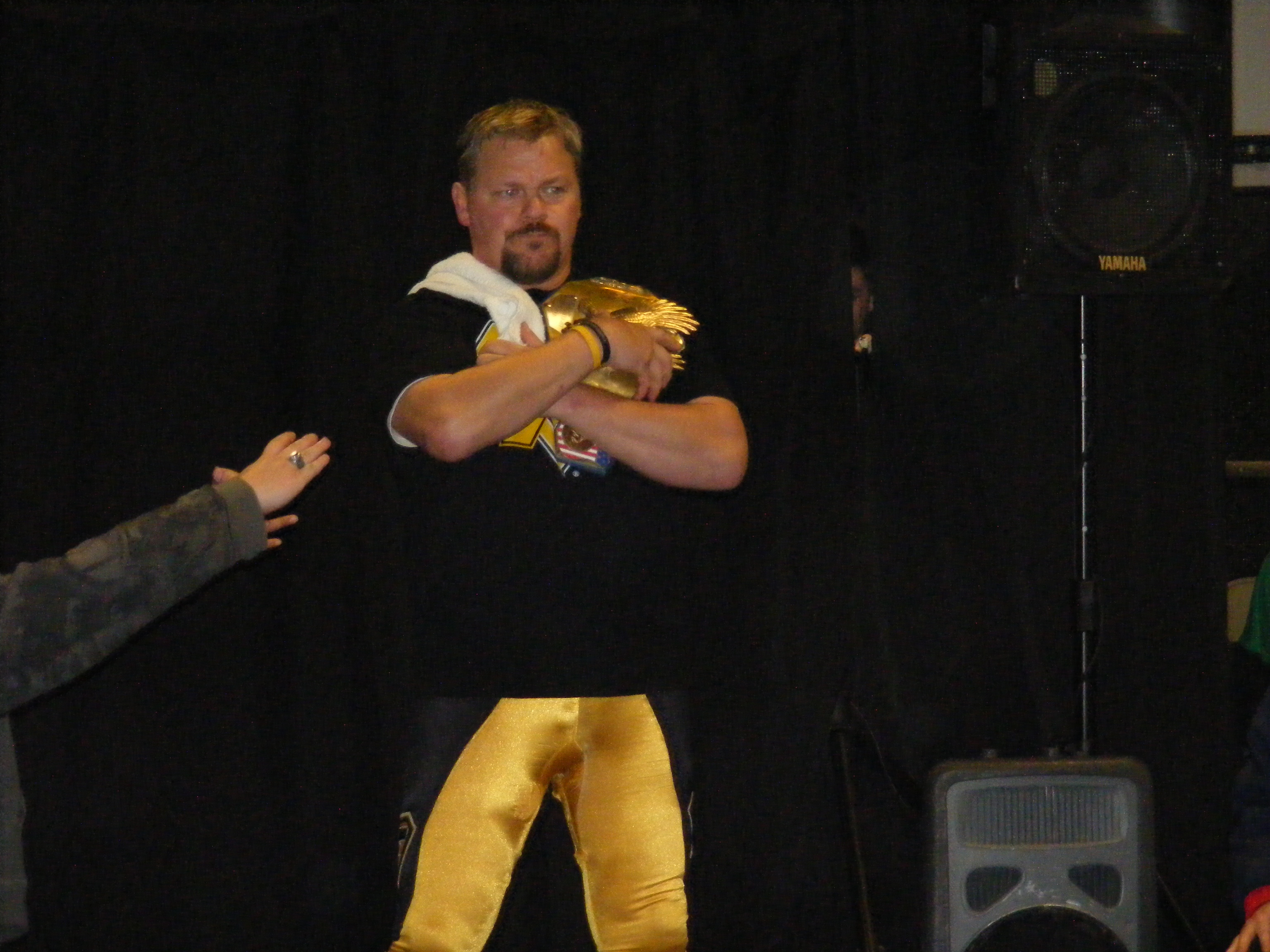
Shane Douglas, recordista em dias com o título.

| Posição | Lutador                    | # de reinados | Dias combinados |
| ------- | -------------------------- | ------------- | --------------- |
| 1.      | Shane Douglas              | 4             | 874             |
| 2.      | The Sandman                | 5             | 446             |
| 3.      | Raven                      | 2             | 379             |
| 4.      | Taz                        | 2             | 261             |
| 5.      | Christian                  | 2             | 247             |
| 6.      | Terry Funk                 | 2             | 208             |
| 7.      | Mike Awesome               | 2             | 201             |
| 8.      | Don Murado                 | 2             | 174             |
| 9.      | Justin Credible            | 1             | 162             |
| 10.     | Bobby Lashley              | 2             | 155             |
| 11.     | The Big Show               | 1             | 152             |
| 12.     | CM Punk                    | 1             | 143             |
| 13.     | Matt Hardy                 | 1             | 127             |
| 14.     | Jack Swagger               | 1             | 104             |
| 15.     | Rhino                      | 1             | 93              |
| 15.     | Sabu                       | 2             | 93              |
| 16.     | Kane                       | 1             | 91              |
| 17.     | Jimmy Snuka                | 2             | 79              |
| 17.     | Johnny Hotbody             | 1             | 79              |
| 18.     | Mark Henry                 | 1             | 70              |
| 19.     | Johnny Nitro/John Morrison | 1             | 69              |
| 20.     | Chavo Guerrero             | 1             | 68              |
| 21.     | Steve Corino               | 1             | 63              |
| 22.     | Tommy Dreamer              | 2             | 49              |
| 23.     | Bam Bam Bigelow            | 1             | 45              |
| 24.     | Mikey Whipwreck            | 1             | 42              |
| 25.     | Jerry Lynn                 | 1             | 35              |
| 25.     | Mr. McMahon                | 1             | 35              |
| 26.     | Tito Santana               | 1             | 32              |
| 27.     | Rob Van Dam                | 1             | 21              |
| 28.     | Masato Tanaka              | 1             | 6               |
| 29.     | Ezekiel Jackson            | 1             | 0               |